# هوراس بوكر
هوراس بوكر (بالإنجليزية: Horace Bowker)‏ هو شخصية أعمال أمريكي، ولد في 1877، وتوفي في 1954.